# Borlänge (commune)
La commune de Borlänge est une commune du comté de Dalarna en Suède. Son siège se trouve à Borlänge.

## Population
En 2004, la commune compte 46 988 habitants.

## Localités principales
- Borlänge
- Halvarsgårdarna
- Idkerberget
- Ornäs
- Norr Amsberg
- Repbäcken
- Stora Tuna
- Torsång

## Personnalités
- Jussi Björling, ténor
- Lars Frölander, nageur
- Mando Diao, groupe de rock
- Sugarplum Fairy, groupe de pop
- Dozer, groupe de rock
- Erik Eriksson, premier président du Parti du centre
- Lars Jonsson, joueur de hockey
- Miss Li, Chanteuse